# Podhrad
Podhrad (německy Pograth) je vesnice, část města Cheb ve stejnojmenném okrese v Karlovarském kraji.

## Geografie
Podhrad se nachází přibližně dva kilometry jihovýchodně od Chebu na jižní straně přehradní nádrže Jesenice v nadmořské výšce 440 metrů.

## Historie
První písemná zmínka pochází z roku 1287, kdy vesnička patřila chebskému hradu. Od počátku 15. století patřila rodu Ruduschů, po roce 1470 Podhrad z části vlastnili Junckerové ze Seebergu. V roce 1503 získali Podhrad Crahmerové, kteří ho drželi až do roku 1638, kdy jej koupil Filip Martini. V držení jeho rodiny byl až do roku 1724, kdy přešel do vlastnictví Neubergů. V roce 1754 poté získali ves Gablerové a později Opitzové. Po roce 1945 a zrušení šlechty v Československu se stal majitelem stát. Před druhou světovou válkou žilo ve vsi ve 48 domech 464 obyvatel. Dnes zde žije okolo 200 lidí.
Během první světové války byl v Podhradu zřízen hřbitov válečných zajatců, kde odpočívá 420 Rusů, 225 muslimů z různých zemí a 46 Italů. Později zde bylo pohřbeno také 13 příslušníků sovětské armády padlých ve druhé světové válce. Jejich oběti připomínají památníky s pravoslavným křížem a půlměsícem. Tento hřbitov, který dávno hřbitov nepřipomínal, a někteří občané ani nevěděli že existuje, byl v roce 2009 zrevitalizován za celkem 1 089 000 korun. Město Cheb získalo dotaci ve výši 867 tisíc korun od Ministerstva vnitra ČR.

## Obyvatelstvo
Při sčítání lidu v roce 1921 zde žilo 265 obyvatel, z nichž byl jeden Čechoslovák, 257 Němců a sedm cizinců. K římskokatolické církvi se hlásilo 257 obyvatel, k evangelické osm obyvatel.
| Rok            | 1869 | 1880 | 1890 | 1900 | 1910 | 1921 | 1930 | 1950 | 1961 | 1970 | 1980 | 1991 | 2001 | 2011 | 2021 |
| -------------- | ---- | ---- | ---- | ---- | ---- | ---- | ---- | ---- | ---- | ---- | ---- | ---- | ---- | ---- | ---- |
| Počet obyvatel | 210  | 199  | 179  | 284  | 320  | 265  | 464  | 182  | 314  | 288  | 315  | 298  | 345  | 503  | 665  |
| Počet domů     | 33   | 35   | 36   | 39   | 39   | 39   | 48   | 40   | 59   | 59   | 73   | 80   | 95   | 149  | 184  |

| Rok            | 1869 | 1880 | 1890 | 1900 | 1910 | 1921 | 1930 | 1950 | 1961 | 1970 | 1980 | 1991 | 2001 | 2011 | 2021 |
| -------------- | ---- | ---- | ---- | ---- | ---- | ---- | ---- | ---- | ---- | ---- | ---- | ---- | ---- | ---- | ---- |
| Počet obyvatel | 461  | 443  | 397  | 543  | 584  | 506  | 810  | 446  | 314  | 288  | 315  | 298  | 345  | 503  | 665  |
| Počet domů     | 68   | 71   | 73   | 77   | 78   | 79   | 95   | 93   | 59   | 59   | 73   | 80   | 95   | 149  | 184  |

## Obecní správa
Při sčítání lidu v letech 1850–1960 Podhrad byl osadou obce Všeboř v okrese Cheb. V letech 1961–1976 byl samostatnou obcí v okrese Cheb. Od 1. dubna 1976 je částí města Cheb ve stejnojmenném okrese.

## Zámek Podhrad
Zámek, založený již pravděpodobně ve 14. století, se poprvé v historických pramenech připomíná v roce 1474 jako tvrz. V 15. století proběhla jeho přestavba. V roce 1863 byl přestavěn do novogotického stylu. Zámek byl zbořen v 50. letech 20. století, před výstavbou přehradní nádrže Jesenice.

## Pamětihodnosti
- Ve vsi se nachází sedm smírčích křížů (z některých zůstaly už jen části). Šest z nich se nachází na stejném místě.
- Jako pamětihodnost se dá považovat také zrevitalizovaný hřbitov válečných zajatců z doby první světové války se dvěma památníky.

## Galerie

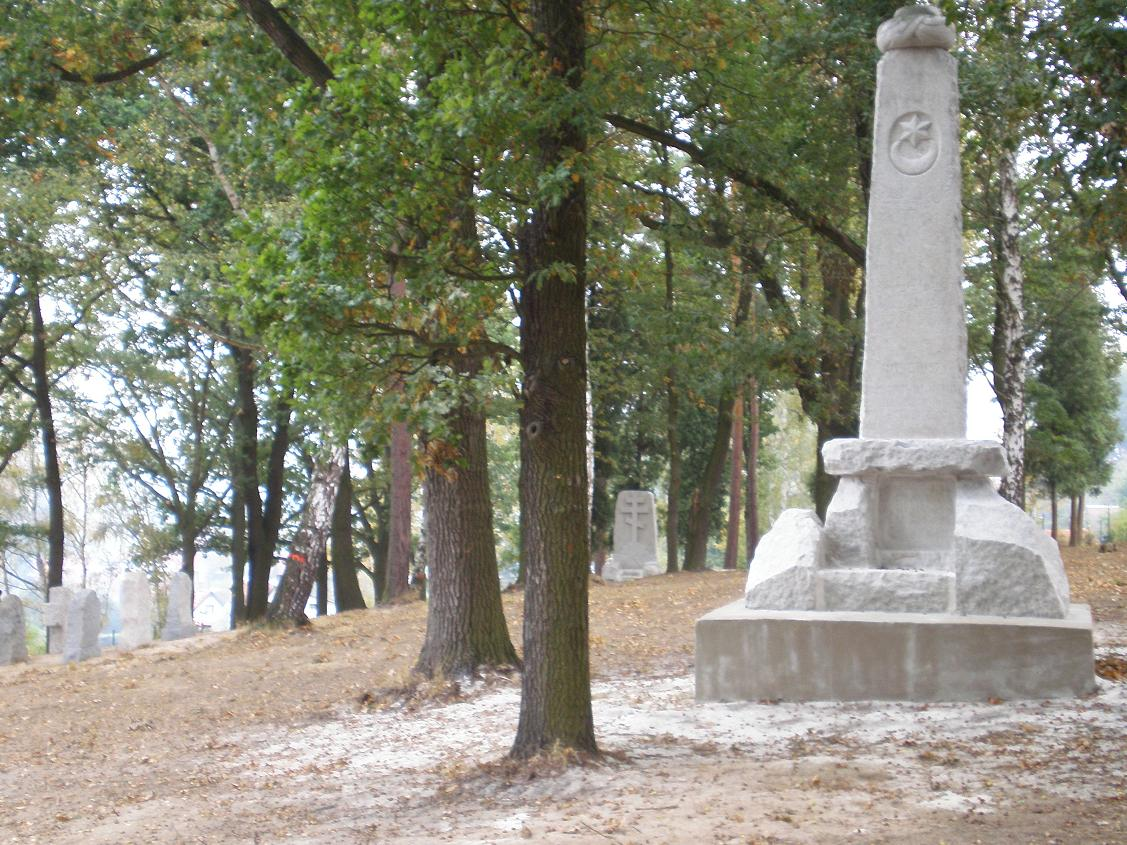
Hřbitov válečných zajatců z 1. světové války.
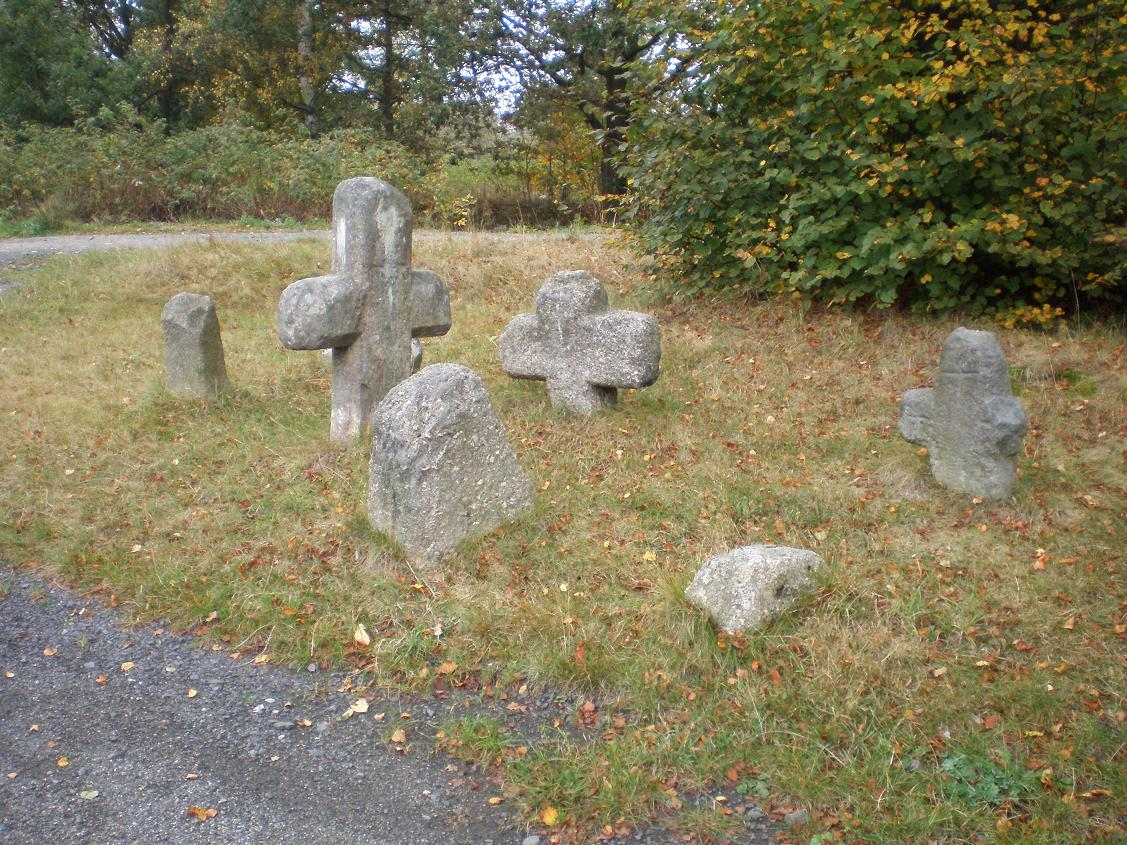
Podhradské smírčí kříže.